# Joachim N’Dayen
Joachim N’Dayen (* 22. Dezember 1934 in Loko, Französisch-Äquatorialafrika; † 13. Juni 2023 in Paris, Frankreich) war ein zentralafrikanischer Geistlicher und römisch-katholischer Erzbischof von Bangui.

## Leben
Joachim N’Dayen studierte Philosophie und Katholische Theologie in Brazzaville und an der Universität Straßburg. Außerdem absolvierte er ein Studium am Konservatorium Straßburg. Am 22. Juli 1961 empfing er das Sakrament der Priesterweihe für das Erzbistum Bangui. Nach weiterführenden Studien an der Universität Straßburg erwarb er 1962 ein Diplom im Fach Kanonisches Recht und 1963 ein Lizenziat im Fach Katholische Theologie. Anschließend unterrichtete N’Dayen am Kleinen Seminar in Sibuto.
Papst Paul VI. ernannte ihn am 5. September 1968 zum Titularerzbischof von Culusi und zum Koadjutorerzbischof von Bangui. Die Bischofsweihe spendete ihm der Apostolische Pro-Nuntius in Kamerun, Gabun und der Zentralafrikanischen Republik, Erzbischof Luigi Poggi, am 5. Januar 1969 vor der Kathedrale Notre-Dame de l’Immaculée Conception in Bangui; Mitkonsekratoren waren der Erzbischof von Bangui, Joseph Cucherousset CSSp, und Jean Zoa, Erzbischof von Yaoundé. N’Dayen wählte den Wahlspruch A du fini na siriri. Er war der erste gebürtige zentralafrikanische Bischof.
Am 16. September 1970 wurde Joachim N’Dayen in Nachfolge des verstorbenen Joseph Cucherousset Erzbischof von Bangui. Ferner war er von 1970 bis 1978 zusätzlich Apostolischer Administrator des vakanten Bistums Bambari. Von 1970 bis 1997 fungierte N’Dayen zudem als Präsident der Zentralafrikanischen Bischofskonferenz (CECA) und von 1989 bis 1994 als Präsident der Vereinigung der Bischofskonferenzen der Region Zentralafrika (ACERAC). Darüber hinaus leitete er zeitweise die Liturgiekommission der Bischofskonferenz. Am 28. Mai 1998 berief ihn Papst Johannes Paul II. außerdem für fünf Jahre zum Konsultor der Kongregation für die Evangelisierung der Völker. Während den Militärrevolten in der Zentralafrikanischen Republik von 1996 bis 1997 engagierte sich N’Dayen als Friedensvermittler zwischen den Konfliktparteien.
Papst Johannes Paul II. nahm am 26. Juli 2003 das vorzeitige von Joachim N’Dayen aus Gesundheitsgründen vorgebrachte Rücktrittsgesuch an. 2002 wurde er im Hôpital Al Salam in Kairo wegen eines Herzinfarkts behandelt. Zudem litt er bereits mehrere Jahre unter chronischer Nieren- und Herzinsuffizienz. N’Dayen starb im Juni 2023 nach langer Krankheit im Hôpital Broca in Paris.

## Schriften
- Tout à donner, rien à recevoir? In: Exchange. Band 1, Nr. 2, 1972, S. 51–55.
- Les rapports des églises locales avec Rome et rôle de la conférence des évêques d’Afrique noire. In: Concilium. Revue internationale de théologie catholique. Nr. 126, 1977, S. 79–88.
- Das Verhältnis der Ortskirchen zu Rom und die Rolle der Bischofskonferenz Schwarzafrikas. In: Concilium. Internationale Zeitschrift für Theologie. Band 13, Nr. 6/7, 1977, S. 382–387.